# プロトカテク酸-4,5-ジオキシゲナーゼ
プロトカテク酸-4,5-ジオキシゲナーゼ（protocatechuate 4,5-dioxygenase）は、次の化学反応を触媒する酸化還元酵素である。
プロトカテク酸 + O2 {\displaystyle \rightleftharpoons } 4-カルボキシ-2-ヒドロキシムコン酸セミアルデヒド
反応式の通り、この酵素の基質はプロトカテク酸とO2、生成物は4-カルボキシ-2-ヒドロキシムコン酸セミアルデヒドである。補因子として鉄を用いる。
組織名はprotocatechuate:oxygen 4,5-oxidoreductase (decyclizing)で、別名にprotocatechuate 4,5-oxygenase、protocatechuic 4,5-dioxygenase、protocatechuic 4,5-oxygenaseがある。